# Michael Kremer
Michel Robert Kremer (Nueva York, 12 de noviembre de 1964) es un economista estadounidense. El 14 de octubre de 2019 fue laureado con el Premio del Banco de Suecia en Ciencias Económicas en memoria de Alfred Nobel, junto con Abhijit Banerjee y Esther Duflo,"por sus estudios experimentales para aliviar la pobreza global."

## Primeros años y educación
Kremer nació en el seno de una familia judía en Nueva York, Estados Unidos. Se graduó de la Universidad Harvard (A.B. en Estudios Sociales en 1985 y Ph.D. en Economía en 1992). Fue postdoc en la Massachusetts Institute of Technology de 1992 a 1993, profesor asistente visitante en la Universidad de Chicago en la primavera de 1993, y profesor en el MIT de 1993 a 1999. Desde 1999, ha sido profesor en Harvard.

## Carrera
Kremer hizo foco en causas caritativas en un esfuerzo para ayudar a las personas sufriendo alrededor del mundo. Es miembro de la American Academy of Arts and Sciences, receptor de la MacArthur Fellowship (1997) y de la Presidential Faculty Fellowship, y fue nombrado Líder Juvenil Global por el Foro Mundial Económico. Kremer es investigador asociado en Innovations for Poverty Action, una organización en New Haven, Connecticut, dedicada a crear y evaluar soluciones para los problemas de desarrollo global e internacional. Kremer es miembro de Giving What We Can, una sociedad internacional para la promoción del alivio de la pobreza. Es el fundador o presidente de WorldTeach, una organización en Harvard, la cual envía estudiantes o recién graduados como profesores voluntarios durante un verano o en programas de un año a países en vías de desarrollo de todo el mundo. Es además cofundador de Precision Agriculture for Development (PAD), organización que aprovecha el crecimiento del teléfono móvil para dar servicios de asesoría a pequeños productores rurales.
Kremer comenzó iniciativas de mercado, con el objetivo de crear mecanismos que apoyen el desarrollo de las vacunas para su uso en los países en desarrollo, así como el uso ensayos aleatorios para evaluar intervenciones en Ciencias Sociales. Creó una reconocida teoría en el ámbito económico con respecto a las capacidades de los bienes complementarios llamada teoría del desarrollo económico O-Ring de Kremer. En 2000 Kremer, junto con Charles Morcom, publicó un estudio recomendando que los gobiernos pueden combatir la caza furtiva de elefantes almacenando marfil e inundar el mercado si la población de elefantes baja considerablemente.
Kremer propuso una de las más aceptadas explicaciones para el fenómeno de la población en el sistema global del crecimiento hiperbólico observada antes de principios de los años 1970, como los mecanismos económicos de la transición demográfica. Kremer lideró un panel de reformas en el sistema educativo durante la Semana de Crecimiento de la International Growth Centre en 2010.